# Communauté de communes de Petite-Camargue
Die Communauté de communes de Petite-Camargue (offizielle Schreibweise: Communauté de communes de Petite Camargue) ist ein französischer Gemeindeverband mit der Rechtsform einer Communauté de communes im  Département Gard in der Region Okzitanien. Sie wurde am 20. November 2001 gegründet und umfasst fünf Gemeinden. Der Verwaltungssitz befindet sich im Ort Vauvert. Der Gemeindeverband liegt im Gebiet südwestlich von Nîmes und nordöstlich von Montpellier.

## Mitgliedsgemeinden
| Gemeinde                                  | Einwohner 1. Januar 2022 | Fläche km² | Dichte Einw./km² | Code INSEE | Postleitzahl |
| ----------------------------------------- | ------------------------ | ---------- | ---------------- | ---------- | ------------ |
| Aimargues                                 | 5.806                    | 26,48      | 219              | 30006      | 30470        |
| Aubord                                    | 2.296                    | 9,42       | 244              | 30020      | 30620        |
| Beauvoisin                                | 5.823                    | 27,82      | 209              | 30033      | 30640        |
| Le Cailar                                 | 2.566                    | 30,01      | 86               | 30059      | 30740        |
| Vauvert                                   | 11.772                   | 109,86     | 107              | 30341      | 30600        |
| Communauté de communes de Petite-Camargue | 28.263                   | 203,59     | 139              | –          | –            |